# Општина Ражањ
Општина Ражањ припада Нишавском округу у Републици Србији. Према подацима са последњег пописа 2022. године у општини је живело 7.010 становника (према попису из 2011. било је 9.150 становника). Центар општине је у месту Ражањ.

## Насеља
| - Браљина, - Варош, - Витошевац, - Грабово, - Липовац, - Мађере, - Maлетина, - Маћија, | - Нови Брачин, - Пардик, - Подгорац, - Претрковац, - Послон, - Прасковче, - Ражањ, - Рујиште, | - Скорица, - Смиловац, - Стари Брачин, - Церово, - Црни Као, - Чубура, - Шетка |

## Демографија
Према попису из 2011. године у општини живи 9.150 становника (2002. је било 11.369 становника). 
| Етнички састав према попису из 2011.‍ | Етнички састав према попису из 2011.‍ | Етнички састав према попису из 2011.‍ | Етнички састав према попису из 2011.‍ | Етнички састав према попису из 2011.‍ |
| ------------------------------------ | ------------------------------------ | ------------------------------------ | ------------------------------------ | ------------------------------------ |
|                                      |                                      |                                      |                                      |                                      |
| Срби                                 | Срби                                 |                                      | 8.815                                | 96,34%                               |
| Роми                                 | Роми                                 |                                      | 195                                  | 2,13%                                |
| остали                               | остали                               |                                      | 140                                  | 1,53%                                |

## Галерија
- Ражањ
- Витошевац
- Стари Брачин
- Липовац
- Нови Брачин
- Шетка